# Heterobraueria mehelyi
Heterobraueria mehelyi är en mångfotingart som beskrevs av Karl Wilhelm Verhoeff 1897. Heterobraueria mehelyi ingår i släktet Heterobraueria och familjen Mastigophorophyllidae. Inga underarter finns listade i Catalogue of Life.